# Jean-Jacques Avenel

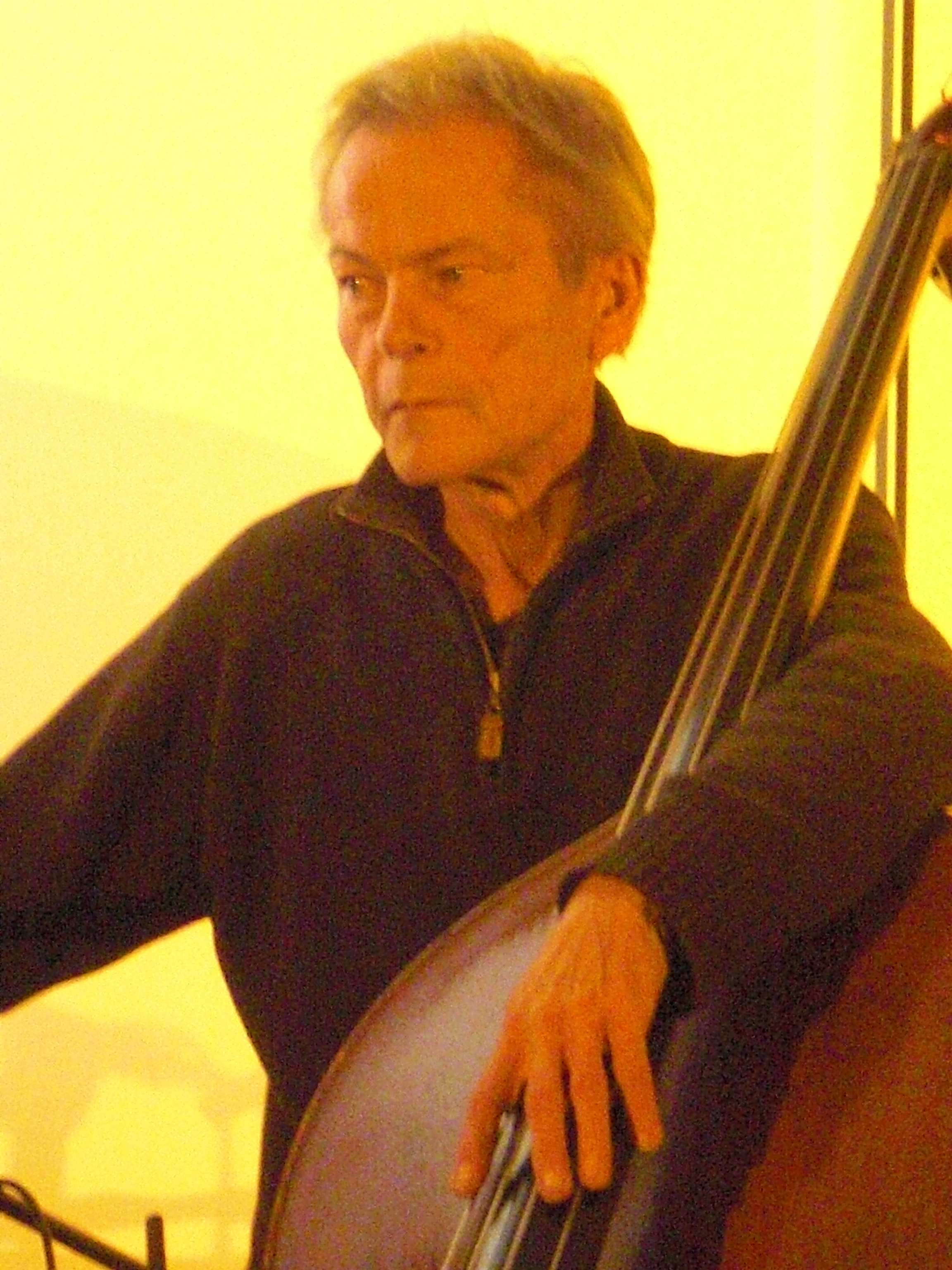
Jean-Jacques Avenel beim Vive Le Jazz-Festival 2011 im Institut Français Köln

Jean-Jacques Avenel (* 6. April 1948 in Le Havre; † 12. August 2014) war ein französischer Jazzbassist.

## Leben
Avenel war zunächst als Bibliothekar tätig und spielte als Amateur Gitarre. Er war am Kontrabass zunächst Autodidakt, nahm aber Unterricht bei Kent Carter. Er hat im Laufe seiner Karriere zunächst mit Don Cherry, Steve Warring, Colette Magny sowie mit Noah Howard, dem Quartett von Frank Wright und dem Intercommunal Free Dance Music Orchestra von François Tusques gearbeitet. Außerdem trat er mit Saxophonist Daunik Lazro auf. 1981 wurde er festes Mitglied der Gruppe von Steve Lacy und war mehr als 20 Jahre mit ihm auf internationalen Festivals sowie in Clubs zu hören und an der Einspielung zahlreicher Tonträger, in verschiedenen Besetzungen beteiligt (auch ungewöhnlichen wie Live Lugano 1984). Daneben hat er mit Tristan Honsinger und Toshinori Kondō bei „This, That and the Other“, mit Pier Paolo Pozzi und mit Jean-Louis Méchali gearbeitet, ist aber auch mit Richard Galliano, George Lewis, Pharoah Sanders, Archie Shepp, Dino Saluzzi, Roswell Rudd und Paul Bley aufgetreten. Auch hat er mit Mal Waldron und mit Daniele Cavallanti aufgenommen. Gemeinsam mit Sophia Domancich und Simon Goubert bildete er das Trio DAG.
Weiterhin hat Avenel das Spielen der Kora erlernt; in seinem Ensemble Waraba beschäftigte er sich auch mit afrikanischer Musik. Er starb an den Folgen einer Krebserkrankung.

## Diskografische Hinweise
- Daunik Lazro: The Entrance Gates of Tshee Park (HatHut Records, 1979)
- Eclaircie (Digue Nord, 1985; Soloalbum)
- Waraba (Songlines, 2002) mit Michel Edelin, Yakouba Sissokho, Lansine Koyate, Moriba Koita
- Benoît Delbecq: The Sixth Jump (2008) mit Emile Biayenda
- Sophia Domancich/Jean-Jacques Avenel/Simon Goubert DAG (2009)
- Solo – Live @ Pole Sud Strasbourg 15.11.2011 (Jazzdor, 2016)
- Jean-Jacques Avenel, Siegfried Kessler & Daunik Lazro: Ecstatic Jazz: Crypte de Franciscains Béziers, 12. février 1982 (Fou records, 2023)
- Avenel & Lazro "DUO"; Bibliothèque de Massy, 13 nov. 1980 (Fou records, 2024)
- Lazro, Honsinger, Avenel "True & whole tones in rhythms"; Dunois 9 mai 1982 (Fou records, 2024)

## Lexikalische Einträge
- Philippe Carles, André Clergeat, Jean-Louis Comolli: Le nouveau dictionnaire du jazz. Édition Robert Laffont, Paris 2011, ISBN 978-2-221-11592-3